# Diby
Koordinaten: 59° 1′ N, 23° 18′ O
Diby (deutsch Dibi, estlandschwedisch Dibe) ist ein Dorf (estnisch küla) in der Landgemeinde Vormsi (Vormsi vald) im Kreis Lääne. Der Ort liegt im Nordosten der viertgrößten estnischen Insel Vormsi (deutsch Worms, schwedisch Ormsö).

## Einwohnerschaft und Geschichte
Diby hat heute nur noch 16 Einwohner (Stand 31. Dezember 2021).
Der Ort wurde erstmals 1540 unter dem Namen Duederbw urkundlich erwähnt. 1567 ist der Ort als dorp tho Dudder verzeichnet, 1627 unter dem Namen Dyby.
Diby war bis zum Zweiten Weltkrieg wie alle Dörfer Vormsis mehrheitlich von Estlandschweden besiedelt.

## See
Nördlich des Dorfkerns liegt unweit der Ostseeküste der salzhaltige See Diby järv bzw. Träski järv (schwedisch Dibyträske). Sein Ufer hat eine Gesamtlänge von 1966 Metern. Er ist mit 8,8 Hektar Wasserfläche der drittgrößte See der Insel Vormsi.